# William Henry Furness III
William Henry Furness III (10 d'agost del 1866 – 11 d'agost del 1920) fou un metge, antropòleg i explorador estatunidenc. Malgrat que destacà en diversos àmbits, és especialment conegut per la seva descripció dels caçadors de caps de Borneo. Era membre de la Societat Filosòfica Americana (1897), la Royal Geographical Society (1898) i el Royal Anthropological Institute of Great Britain and Ireland (1902).